# Măneciu
Măneciu is een Roemeense gemeente in het district Prahova.
Măneciu telt 11158 inwoners.